# Jefferson City (U-Boot)
Die USS Jefferson City (SSN-759) ist ein Atom-U-Boot der United States Navy und gehört der Los-Angeles-Klasse an. Sie wurde nach der Stadt Jefferson City in Missouri benannt.

## Geschichte
Der Auftrag über das U-Boot wurde 1984 an Newport News Shipbuilding vergeben. Im September 1987 wurde dort der Kiel gelegt, der Bau dauerte fast drei Jahre. Nach dem Stapellauf am 17. August 1990 folgte die Endausrüstung an der Pier und Erprobungsfahrten, am 29. Februar 1992 konnte die Jefferson City offiziell in Dienst gestellt werden.
1996 war die Jefferson City an den Tomahawk-Angriffen im Rahmen der Operation Desert Strike auf Ziele im Irak beteiligt. 2003 folgte eine längere Überholungs- und Modernisierungsphase in der Puget Sound Naval Shipyard. Im September 2007 verlegte das U-Boot in den westlichen Pazifik und kehrte im März 2008 zurück nach San Diego. Die nächsten Fahrten in dieselben Gewässer begann im Oktober 2009 und im Oktober 2011.